# Székelyszenttamás
Székelyszenttamás (1899-ig Szenttamás, románul Tămașu) falu  Romániában Hargita megyében. Közigazgatásilg Oroszhegy községhez tartozik.

## Fekvése
Székelyudvarhelytől 5 kilométerre, a Ballé-patak völgyében, a Bükk-tető északi lejtőjén fekszik.

## Története
1333-ban Sancto Toma néven említik először. A falunak már a 14. században volt temploma, 1555-ben Izabella királyné költségén restaurálták. 1661-ben a török felégette, ezután újjáépítették. A falu a reformáció alatt is megtartotta katolikus hitét.
1910-ben 251, 1992-ben 116 magyar lakosa volt.

## Látnivalók
- Római katolikus temploma 1820–1821-ben között épült a régi templom helyére.[3]